# Лепидоботриевые
Lepidobotryaceae — семейство цветковых растений порядка Бересклетоцветные (лат. Celastrales), содержит 2 монотипных рода.

## Ботаническое описание

### Вегетативные органы
Двудомные деревья. Листья очерёдные и располагаются в два ряда вдоль стеблей. Листовая пластинка эллиптической формы, с цельным краем. Листья простые, унифолиатные. Унифолиатный лист — это лист, располагающийся одиночно на конце осевого органа. Иногда с осью срастаются части листовой пластинки — листочки. У Lepidobotryaceae такой комплекс несёт один удлинённый прилистничек, также есть пара небольших прилистников с черешками. После появления листьев и прилистники, и прилистнички опадают.

### Цветки и соцветия
Цветки в небольших соцветиях, расположенных супротивно листьям. Они мелкие, зеленоватые, с пятью лепестками и пятью чашелистиками. Чашелистики и лепестки сходны по размеру и внешнему виду, они могут быть свободными друг от друга или немного срастаться у самого основания. В бутоне лепестки расположены по квинкунциальному типу. Это означает, что два лепестка расположены снаружи, два — внутри, а последний прикрывает все остальные. У Lepidobotrys нектарники мясистые, в форме диска, а у Ruptiliocarpon — трубчатые. 
Тычинки в двух мутовках, одна супротивна лепесткам, другая — чашелистикам. У Lepidobotrys тычиночные нити сросшиеся у основания, у Ruptiliocarpon они, расширяясь, образуют трубку нектарника. Пыльца производится в четырёх микроспорангиях на каждом пыльнике.
Завязь находится внутри цветка, а не ниже его. Она состоит из двух или трёх семязачатков, в каждом из которых по 2 яйцеклетки. Они крепятся к перегородке, разделяющей семязачатки, в её верхней части.
Плод — одно- или, реже, двусемянная коробочка.
Семена чёрные, частично покрыты оранжевой шелухой. 

## Родственные связи
В 2000 году исследования ДНК эвдикот, основанные на гене, ответственном за рибулозобисфосфаткарбоксилазу, показали, что семейства Lepidobotryaceae, Белозоровые (лат. Parnassiaceae) и Бересклетовые (лат. Celastraceae) образуют кладу. Авторы исследования рекомендовали объединить эти семейства в порядок Celastrales, и это решение было подтверждено другими исследованиями. 
Семейства, к которым раньше относили Lepidobotrys, — Льновые (лат. Linaceae) и Кисличные (лат. Oxalidaceae), сейчас помещаются в порядки Мальпигиецветные (лат. Malpighiales) и Кисличноцветные (лат. Oxalidales) соответственно, родственные бересклетоцветным. 

## Роды
Семейство содержит два монотипичных рода:
- Lepidobotrystypus (единственный вид — Lepidobotrys staudtii)
- Ruptiliocarpon (единственный вид — Ruptiliocarpon caracolito)

## Внешние ссылки
- Lepidobotryaceae in Stevens, P. F. (2001 onwards).
- http://www.mobot.org/MOBOT/Research/APweb/welcome.html
- http://www.botanicus.org/item/21753000028307
- Jean Leonard 1950